# Megalodon
Megalodon (znanstveno ime Otodus megalodon; grško starogrško μέγας: mégas – veliko + starogrško ὀδούς: odoús – zob; dobesedno veliki zob) je izumrla vrsta morskih psov, ki je živela v obdobju kenozoika, natančneje od poznega oligocena do zgodnjega pleistocena (tj. od 28-1,5 milijonov let). Bil je kozmopolit; to pomeni, da je bil razširjen po vsej zemeljski obli, pogost pa je bil predvsem v subtropskih in zmerno toplih zemljepisnih širinah. Zaradi nastanka panamske zemeljske ožine so namreč bila morja relativno toplejša, kar je omogočilo takratnim organizmom prebivanje v vseh oceanih. Zaradi vedenjske prilagodljivosti je lahko naseljeval različna morska okolja, od obalnega plitkega vodovja in lagun do odprtega globokega morja.
Taksonomsko megalodon velja za člana rodu Otodus iz družine Otodontidae, kar je v nasprotju s prejšnjo klasifikacijo, po kateri je pripadal rodu Carcharodon v družini Lamnidae.
O. megalodon je označen kot eden od največjih in najmočnejših plenilcev v zgodovini vretenčarjev, zaradi česar je verjetno imel veliki pomen pri izoblikovanju morskih skupnosti. Zaradi pomanjkljivih fosilnih ostankov je ocena velikosti morskega psa otežena, vendar je splošno sprejeto, da naj bi v dolžino meril tudi do 20 metrov in več, telesna masa pa naj bi pri največji ocenjeni dolžini znašala več kot 100 ton. Po zunanji podobi naj bi izgledal kot čokata različica belega morskega psa. Glede na največjo ocenjeno dolžino naj bi sila ugriza znašala več kot 180 kN, kar je petkrat več od tiranozavra in 10-krat več od belega morskega psa.
Zaradi izjemne velikosti, sposobnosti hitrega plavanja ter močnih čeljusti z učinkovitim ubijalskim aparatom, se je megalodon uvrščal v sam vrh prehranjevalne verige (super-plenilec), zaradi česar se je prehranjeval s širokim spektrom organizmov, kot so veliki kiti, plavutonožci, pliskavice in orjaške morske želve. Tehnike lovljenja so bile načeloma podobne tistim belega morskega psa, vendar so vključevale tudi učinkovitejše metode za lovljenje velikega plena, kot je napadanje močnih koščenih predelov, s čimer so uničili vitalne organe (npr. srce in pljuča) ter tako hitro ubili plen in uničenje plavalnih struktur, s čimer so onesposobili žrtev.
Vzrok izumrtja je prav tako še vedno predmet razprav, v splošnem pa se paleontologi strinjajo, da je zaprtje panamske ožine pred okoli 3,1 milijona let povzročilo obsežne spremembe v okolju in favni, s tem pa tudi izumrtje megalodona. Zaradi zaprtja prehoda so se torej morski tokovi spremenili, kar je bila osnova za poledenitve na severni polobli in poznejša ohlajanja planeta. V skladu s širjenjem poledenitev in nastajanjem obsežnih površin ledu se je morska gladina močno znižala, posledično pa so nastale ledene dobe, zaradi česar so se morja močno shladila. Površina toplejših morij in s tem življenjski prostor megalodona se je močno skrčil, poleg tega pa so izginila primerna toplejša mesta za razmnoževanje. Hkrati so izumrle mnoge vrste, s katerimi se je prehranjeval, ali pa so te spremenile selitvene poti (npr. kiti) v hladnejša območja, od katerih je bil praktično odrezan.
Vse od časa odkritja je bil megalodon predmet fascinacije v znanstvenofantastičnih delih, kot so npr. grozljivka Shark Attack 3: Megalodon in serija novel Meg: A Novel of Deep Terror Steva Altena.